# TAKUMA FESTIVAL JAPAN
TAKUMA FESTIVAL JAPAN（タクマ フェスティバル ジャパン）は、俳優で脚本家、演出家の宅間孝行が主宰する演劇プロジェクト。略称、タクフェス。

## 概要
劇団「東京セレソンデラックス」を2012年12月に解散した宅間孝行により、2013年に立ち上げられた。演劇というジャンルにとらわれない、お祭りイベントのように観客も一緒に参加して楽しめるような参加型の新たなエンターテインメントプロジェクトを目指し、第一弾公演として同年10月から12月にかけて宅間の3年ぶりの新作となる『晩餐』が上演された。
「楽しめる、グッとくる、盛り上がれる!」をモットーに、開演前の舞台セット・舞台裏の見学ツアーや出演者がステージ上でサインや写真撮影に応じるふれあいタイム、公演中に出演者の写真撮影が可能なサービスタイム、終演後のアフタートークで出演者と観客が歌って踊るライブタイムなど、「ライブ」の楽しさを追求したステージおよび劇場空間全体のプロデュースを行っている。
2017年春には新シリーズとなる「タクフェス春のコメディ祭!」を始動し、切ない泣ける作品とは打って変わり、笑いに特化した作品を上演。2018年には、いつも会場全体が盛り上がるライブタイムをライブハウスでやってみようと、ライブツアー『タクフェス冬のバンド祭り』を開催した。
2018年のタクフェス第6弾公演『あいあい傘』では、舞台版とともに小説版と映画版の同時展開が行われた。
2022年の第10弾公演『ぴえろ』では、舞台の公演に先駆けて宅間の書き下ろしによるスピンオフドラマ（全19話）がYouTubeとTikTokで配信された。

## 公演
- 晩餐（2013年、タクフェス第一弾公演）
- 夕 -ゆう-（2014年、タクフェス第二弾公演）
- つじたくvol.1（2015年）
- くちづけ（2015年、タクフェス第三弾公演）
- つじたく2016（2016年）
- 歌姫（2016年、タクフェス第4弾公演）[9]
- What a wonderful life!（2016年、タクフェス特別公演）
- わらいのまち（2017年、タクフェス春のコメディ祭!）
- ひみつ（2017年、タクフェス第5弾公演）
- タクフェス冬のバンド祭り コントもあるよ‼︎〜武道館への道vol.1〜（2018年）
- 笑う巨塔（2018年、タクフェス春のコメディ祭!2018年公演）
- あいあい傘（2018年、タクフェス第6弾公演）
- 流れ星（2019年、タクフェス第7弾公演）[10]
- 仏の顔も笑うまで[注 1]（2020年、タクフェス春のコメディ祭!）[注 2]
- くちづけ（2020年、タクフェス第8弾公演）[12]
- 天国（2021年、タクフェス第9弾公演）[13]
- ぴえろ（2022年、タクフェス第10弾公演）[14]
- 晩餐（2023年、タクフェス第11弾公演）[15]